# غليغورن
غليغورن (بالإنجليزية: Glegghorn)‏ هو أحد جبال سلسلة سلسلة راتيكون وجزء من القمة الأم شيسابلانا يقع في كانتون غراوبوندن، سويسرا. يبلغ ارتفاع الجبل حوالي 2447 متر، بينما يبلغ ارتفاع نتوء الجبل 205 متر.